# Laelia undulata
Laelia undulata (Lindl.) L.O.Williams, 1941 è una pianta della famiglia delle Orchidacee, originaria dell'America tropicale.

## Descrizione
L. undulata  è un'orchidea di grande taglia che cresce su rami e tronchi di grandi alberi (epifita)  o su grandi massi in zone rocciose (litofita).   Presenta pseudobulbi fusiformi, affusolati alla base, profondamente scanalati, che portano due (raramente tre) foglie rigide, oblungo-ellittiche, coriacee. La fioritura avviene dal tardo autunno a primavera e avviene con infiorescenze a racemo aggettanti dall'apice di pseudobulbi maturi, lunghe fino a 1 metro e 20 centimetri, lasse, con molti fiori (fino a 20) e coperte di brattee floreali. I fiori grandi fino a 5 centimetri presentano i caratteristici margini di sepali e petali ondulati e sono molto vistosi, cerosi, non sempre profumati e di breve durata.

## Distribuzione e habitat
L. undulata  è una pianta originaria di Costa Rica, Colombia, Trinidad e Venezuela
Cresce a quote varianti tra 600 e 1200 metri, sui versanti rivolti verso l'Oceano Pacifico.

## Sinonimi
Schomburgkia undulata  Lindl., 1844

Bletia undulata  (Lindl.) Rchb.f., 1862

Schomburgkia violacea  Paxton, 1849

Cattleya undulata  Beer, 1854

## Coltivazione
Questa specie richiede esposizione a mezz'ombra, temperature calde tutto l'anno e irrigazioni durante il periodo vegetativo.